# Nieuwstadt

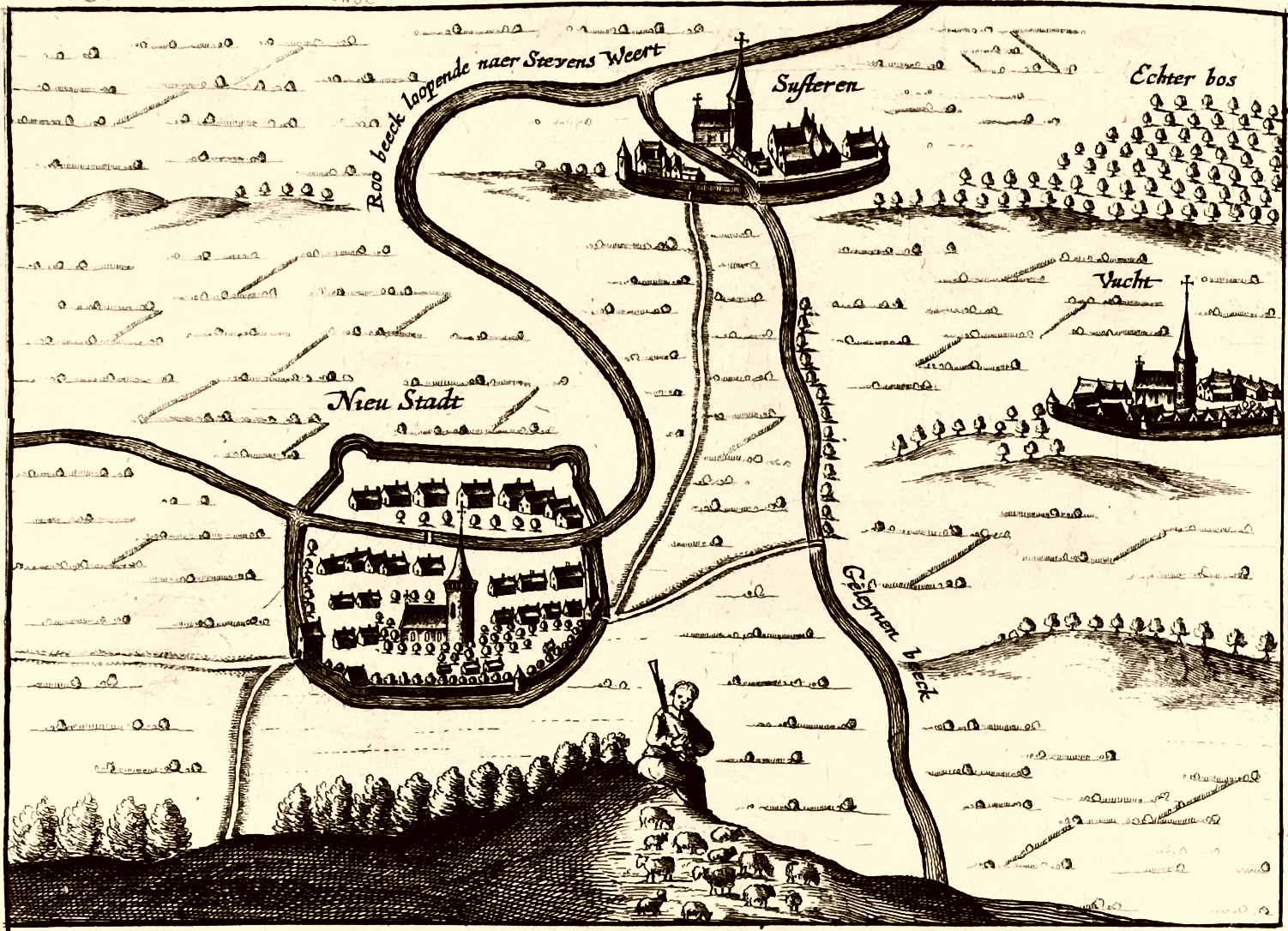
Nieuwstadt op een kaartje uit 1653. (links onder)

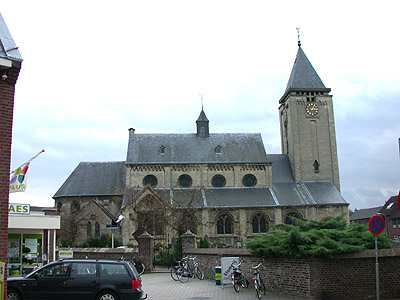
R.K. Sint-Johannes de Doperkerk.

Nieuwstadt (Limburgs: De Nuujsjtadt) is een stadje in het midden van Nederlands-Limburg met 3.290 inwoners. De plaats ontving in de 13e eeuw stadsrechten en kan dus historisch worden gezien als een stad. Nadat zij in de 16e eeuw was opgenomen in het Gelderse ambt Montfort, werd ze in de Franse tijd een zelfstandige gemeente. In 1982 werd Nieuwstadt onderdeel van de gemeente Susteren en in 2003 van de gemeente Echt-Susteren.

## Geschiedenis
Nieuwstadt ontving stadsrechten in 1263 van graaf Otto II van Gelre. Daarna kreeg de stad een stadsmuur en gracht als versterking.
In een akte, opgemaakt op 3 augustus 1277, wordt Nieuwstadt voor het eerst op papier genoemd als 'Nova Villa apud Elsene' (ook wel Helsene of Helsena) hetgeen betekent "Nieuwe stad aan (of op) Elsene". Er is een theorie dat ooit in een ver verleden een dorp of nederzetting 'Elsene' is verwoest door brand of geweld, en daarna geheel naast de oude resten is herbouwd en vervolgens dus 'Nieuwe Stad' is genoemd. In genoemde akte staat dat Hendrik III van Gelre, Heer van Montfort, zijn bezit: "kasteel Montfort en enige andere plaatsen met onder meer Nieuwstadt", bij erfenis overdraagt zijn neef Reinoud I van Gelre.

## Ville nouvelle
Nieuwstadt bezat enkele belangrijke uiterlijke kenmerken van een stad in de Middeleeuwen maar is naar huidige maatstaven nauwelijks een stad te noemen. De plaats is een typisch voorbeeld van een een geplande stad. “Nouvelle villes” of “novae villae” zijn steden of dorpen die hun ontstaan danken aan ontginning door kolonisten, gelokt door een vorm van vrijheid die in het feodaal domein niet bestond. De stichter van een dergelijk ville was steeds de eigenaar van een groot aantal stukken grond. Om van zijn ‘nieuwe stad’ een succes te maken gaf hij hen een ruime mate van vrijheid waardoor ze gespaard bleven van allerlei verplichtingen, karweien of herendiensten. Vaak moesten ze alleen maar een bepaalde vorm van belasting (‘cijns’ genaamd) betalen - vaak in natura - voor het stuk grond wat ze mochten bebouwen. Het gebied van de heer was opgedeeld in stukken grond die aan boeren waren toegewezen en elke boer besteedde al zijn tijd aan zijn ‘eigen’ stuk grond. In 1294 telde Nieuwstadt 314 ‘area’ (= hofsteden) ofwel kleine huissteden of huisplaatsen. Dat verklaart wellicht dat men zelfs nu nog vaak spreekt van “de“ Nieuwstadt (en de Limburgse naam voor Nieuwstadt is “De Nuujsjtadt”), want die ‘nouvelles villes’ worden in heel Europa vaak voorafgegaan door een lidwoord. Dat dit lidwoord voor Nieuwstadt vanaf het begin werd gebruikt blijkt uit tal van teksten.

## Stratenplan
Het 13e-eeuwse stratenplan is bewaard gebleven. Van het verloop van de grachten en de wallen is niet veel overgebleven, maar bij de open ruimte rond Huize Witham zijn deze nog wel goed te zien. Gezien vanaf de zijde van de velden vormt deze ruimte de zuidelijke historische grens van de stad.

## Vestingstad
Reeds in de akte, opgemaakt op 3 augustus 1277, waarin Nieuwstadt voor het eerst schriftelijk wordt genoemd ligt de eerste verwijzing naar Nieuwstadt als mogelijke vestingstad. Dat blijkt onder andere uit de aanduiding als Novum oppidum. Volgens G.Venner is Nieuwstadt nog het meest bekend als vesting.
In de rijmkroniek betreffende de Slag bij Woeringen, geschreven door Jan van Heelu rond 1292 staat dat in 1286 tijdens de aanloop op de slag dat de hertog van Gelre zich terug trok in “sine veste” en die was gelegen “ter Nuwer Stat”. Er waren verdedigingswerken, zoals een stadsmuur en poorten. Een aantal straatnamen van nu herinneren hier nog aan: St. Janswal, St. Maartenswal, St. Brigidawal, Millenerpoort, Haverterpoort en Susterderpoort. Er is een aanwijzing dat er rond 1400 nog een aarden wal was, aangezien de hertog in 1398 bevel gaf “die stat te mynren ind aff te graven”.
Vanwege deze verdedigingswerken werd het regelmatig in oorlogshandelingen betrokken. In 1398 was het een belangrijke militaire vesting in de strijd tussen Gelre en Luik om het Kasteel Millen. In hetzelfde jaar stak de hertog van Brabant de vesting in brand om te voorkomen dat de Brabanders de stad zouden belegeren en daarna plunderen. Maar er bestaat toch enige twijfel of dat wel echt gebeurd is.
Toch bleven de defensieve artefacten enigszins belangrijk. In 1583 werden tijdens een slag de wallen en poorten verwoest. Ze werden niet meer opgebouwd en Nieuwstadt verloor de betekenis als militaire vesting. De welvaart en groei kwamen tot stilstand en liepen zelfs terug. De stadsrechten bleven echter wel behouden. Keer op keer werd Nieuwstadt en omgeving het slachtoffer van plundering en verwoesting ongeacht of het door een vijand of een bondgenoot was. Nieuwstadt groeide nauwelijks en ook haar aanzien veranderde weinig. Wel werd een ruimere omwalling aangelegd en een tweede gracht gegraven waarvan de sporen in Nieuwstadt te zien zijn. In een latere fase werden de stadsmuren gesloopt. Stenen omwallingen en stadspoorten vervielen tot een ruïne of werden gesloopt.
Als Nieuwstadt al vestingstad genoemd kan worden dan blijft dat vestingkarakter beperkt tot natte grachten, muren en poorten. Het is onbekend hoe die muren eruitzagen. Samenvattend kan men stellen dat Nieuwstadt de potentie had om een vestingstad te worden, maar de aanwezige elementen zijn in militair opzicht te beperkt om van een vestingstad te kunnen spreken. Het is net als bij de discussie over de stadsrechten: de componenten zijn in kiem aanwezig maar zijn nooit volgroeid. Misschien is het beter om over Nieuwstadt te spreken als een nederzetting met defensieve elementen, een goed verdedigbare nederzetting.

## Ambt Montfort
Het ambt Montfort maakte deel uit van Opper-Gelre; en omvatte verder Nieuwstadt, Echt, Roosteren, Linne, Sint Odiliënberg, Posterholt en Vlodrop. Het belang van Nieuwstadt was echter vrij klein. Tot 1715 bleef Nieuwstadt in Spaans Gelders bezit. Daarna ging het over in het Staats-Gelderse grondgebied van de Republiek der Zeven Verenigde Nederlanden. Tijdens de Franse overheersing werd in 1794 Nieuwstadt een zelfstandige gemeente in het departement Nedermaas. Door een bepaling van het Congres van Wenen kreeg Nieuwstadt in 1815 uitbreiding. Door een grenscorrectie waarbij het riviertje 'de Roode Beek' als grens werd bepaald, werd een klein stukje Duitsland toegevoegd. Deze grens bestaat nog altijd. Op deze grens ligt een watermolen, de Millenermolen, een dubbelmolen waarvan de voormalige oliemolen op de Duitse oever ligt; de korenmolen ligt op de Nederlandse oever, evenals het Kasteel Millen.

## Bezienswaardigheden
- Kasteel Millen, ruïne van middeleeuwse burcht, met voorburcht en kasteelwoning, behoort feitelijk bij het Duitse Millen, maar ligt op Nederlands grondgebied.
- Millenermolen, voormalige dubbele watermolen op de Roode Beek
- Sint-Janskerk, uit de 2e helft van de 13e eeuw
- Huize Witham, 17e-eeuws herenhuis op de plaats van een vroeger kasteel
- Mariakapel, een witte kapel

Zie ook
- Lijst van rijksmonumenten in Nieuwstadt

## Natuur en landschap
Nieuwstadt ligt op een hoogte van ongeveer 35 meter. In het noordoosten stroomt de Vloedgraaf en in het zuidwesten, parallel daaraan, de Geleenbeek. Iets verder naar het oosten vormt de Roode Beek het grensriviertje met Duitsland.
Natuurgebieden zijn 't Hout in het noorden en het Limbrichterbos in het zuidwesten. Verder ligt er veel industrie in de omgeving, vooral de personenautofabriek, VDL NedCar, in het westen, en in het zuiden het ongeveer 200 ha grote, tot de gemeente Sittard-Geleen behorende, Industriepark-Noord.

## Bekende inwoners
- Mathieu Vroemen (1921–1988), graficus, tekenaar en docent
- Martijn van Helvert (1978), politicus (CDA)
- Demi Schuurs (1993), tennisspeelster
- Perr Schuurs (1999), profvoetballer

## Nabijgelegen kernen
Sittard, Limbricht, Buchten, Susteren, Isenbruch, Millen
Kernen: Dieteren · Echt · Koningsbosch · Maria Hoop · Nieuwstadt · Pey · Roosteren · Sint Joost · Slek · Susteren

Buurten en buurtschappen: Aan het Echterbosch · Aan Reijans · Aasterberg · Baakhoven · Berkelaar · Christinawijk · Echterbosch · Frenkenshof · Gebroek · Gulickshof · Haeselaarbroek · Heide · Hingen · Hommelhof · Illikhoven · Kokkelert · Lange Bosschen · Liboscherveld · Mariaveld · Pepinusbrug · Pepiniushof · In de Mehre · Middelveld · Munsterveld · Oevereind · Ophoven · Oud-Roosteren · Putbroek · Schilberg · Sint Anna · Sint Antoniushoeve · Spaanshuisken · Visserweert · Vogelsang · Wolfskoul

Bedrijventerreinen: De Berk · Businesspark ML · Dieterderweg · De Loop · Wolfskoul

Limburg: Steden en dorpen      Nederland: Provincies · Gemeenten
Steden in Nederlands-Limburg (met stadsrechten): Echt · Gennep · Kessel · Maastricht · Montfort · Nieuwstadt · Roermond · Sittard · Susteren · Thorn · Valkenburg · Venlo · Weert · Wessem

Steden in Belgisch-Limburg (met stadsrechten): Beringen · Bilzen · Borgloon · Bree · Dilsen-Stokkem · Genk · Halen · Hamont-Achel · Hasselt · Herk-de-Stad · Lommel · Maaseik · Peer · Sint-Truiden · Tongeren

Plaatsen in Nederlands-Limburg (met stedelijke kenmerken): Arcen · Born · Eijsden · Heerlen · Kerkrade · Neeritter · Stein · Stevensweert · Urmond

Nederlands-Limburg: Steden en dorpen